# Jeremiah Massey
Pour les articles homonymes, voir Jeremiah et Massey.
Jeremiah Massey, né le 22 juillet 1982 à Détroit (Michigan), est un joueur américano-macédonien de basket-ball. Il mesure 2,02 m et joue au poste d'intérieur.
Massey est doté de bonnes mains et possède également un tir fiable.

## Palmarès

### En club
- Championnat d'Allemagne (1) :
  - Vainqueur : 2013.

### Distinctions individuelles
- Membre de l'équipe-type de l'EuroCoupe 2011-2012.